# Steinsberg (Kraichgau)
Der Steinsberg ist ein Bergkegel vulkanischen Ursprungs beim Dorf Weiler, einem Ortsteil der Stadt Sinsheim im baden-württembergischen Rhein-Neckar-Kreis. Die bis 333,4 m ü. NHN aufragende Erhebung ist die höchste im nördlichen Teil der Hügellandschaft des Kraichgaus, auf ihr steht die Burg Steinsberg.

## Geographie
Der Steinsberg steht recht zentral im Nordteil des hier die ganze Breite zwischen Oberrheinischer Tiefebene im Westen und dem mittleren Neckartal im Osten einnehmenden Kraichgaus und ist mit 333,2 m ü. NHN dessen höchste Erhebung, jedoch nicht die höchste Lage des gesamten Kraichgaus. Vielmehr gibt es am Südsaum desselben um Pforzheim gegen den Schwarzwald zu Höhen und Hänge, die ihn um mehr als 70 m überragen.
Kleinräumiger gesehen liegt der Steinsberg in der Südostschlinge, die die obere Elsenz zwischen ihrem Ursprung knapp 6 km südwestlich des Bergs und der größten Stadt Sinsheim am Lauf schlägt, die gut 4 km in nördlicher Richtung entfernt ist. Deshalb entwässert die gesamte nahe Umgebung über durchweg nicht sehr lange Bäche in die Elsenz – über den Eppinger Hilsbach (10 km, Südsüdostlauf), den Ittlinger Sulzgraben (5 km, Ostsüdostlauf), zwei kürzere Bäche nach Reihen (2 km und 3 km, Ostlauf) und den Sinsheimer Ilvesbach, (7 km, Nordostlauf). Am Westrand von dessen oberem Einzugsgebiet verläuft die Großwasserscheide zwischen Neckar und Rhein gegen den jenseitigen Waldangelbach etwa 3 km entfernt vom Steinsberg. Die nächste größere Erhebung in der Nähe ist der 325 m ü. NN hohe Eichelberg etwa 4 km im Südwesten, über den diese Scheidelinie läuft.
Den stärksten Abfall hat der Steinsberg gegen Norden zum Ilvesbach, hier fällt er auf den ersten 1,8 km um über 170 m ab, weshalb er bei Blick aus der breiten Elsenz-Aue um Sinsheim im Norden am prominentesten erscheint. Zur Westseite beträgt das Gefälle dagegen zwar auf den ersten 0,4 km etwa 50 m, danach aber zieht sich das Terrain auf ziemlich gleicher Höhe nach Westen bis jenseits der erwähnten Großwasserscheide.
Am Süd- und Westfuß des Bergs liegt das zu Sinsheim gehörende Weiler, früher eine selbständige Gemeinde, durch Landwirtschaft und den Weinbau an den steilen Hängen des Bergs von Nordwest bis Ost geprägt, auf denen auch heute Reben stehen.

## Entstehung und Geologie
Der Steinsberg ist das Relikt eines heute erloschenen Vulkans, der vor etwa 55 Millionen Jahren im Paläogen tätig war. In der heutigen Senke des Kraichgaus zwischen den höhergelegenen Mittelgebirgen Odenwald im Norden und Schwarzwald im Süden lagen damals über dem heute an der Oberfläche anstehenden Mittelkeuper noch Schichten von Oberkeuper und Jura, die der Schlot des aktiven Vulkanes durchstoßen hatte. Teile des umgebenden Gesteins sanken im Schlot ab, die alkalihaltige Lavamasse erstarrte später zu hartem sogenanntem Nephelinbasanit mit wenigen Einschlüssen des Nebengesteins. In einem durch Hitze, Druck und Intrusion beeinflussten engen Kontakthof um den Schlot wurde das Umgebungsgestein (Protolith) kontaktmetamorph verändert, es entstand dabei vulkanische (!) Brekzie.
Heute sind die Schichten von Oberkeuper und Jura mitsamt den in der Umgebung abgelagerten Eruptivgesteinen und dem Vulkankörper durch Erosion gänzlich abgetragen, anhand der Einschlüsse kann man jedoch die Schichtenfolge bis zur alten Oberfläche rekonstruieren. Der von erosionsresistentem Gestein erfüllte Schlot und sein Kontakthof widerstanden der fortdauernden Abtragung besser als das Umgebungsgestein, der heutige kegelstumpfförmige sogenannte vulkanische Härtling entstand, dessen Hänge die rote Farbe des hier durchstoßenen Unteren Bunten Mergels (Steigerwald-Formation) zeigen.
Beidseits des Steinsbergs ziehen zwei langreichende Störungen nordnordöstlich und damit ungefähr parallel zum Oberrheingrabenbruch. Die westliche versetzt Untere Bunte Mergel im Westen gegen die stratigraphisch tieferen Schichten Gipskeuper und Schilfsandstein an der Steinsberg-Seite, die Tiefscholle liegt also an der Oberrheinseite. Auch die östliche ist westwärts abgetreppt, hier grenzt der Gipskeuper im Westen gegen Unterkeuper und Oberen Muschelkalk im Osten. Weiter im Osten laufen weit zwei weitere kurze Störungen noch vor dem hier nordnordwestlich ziehenden Elsenztal diesem parallel, an der dem Steinsberg näheren liegt diesmal die Hochscholle auf der Westseite; der zusammen mit der Störung unmittelbar westlich davon gebildete Horst keilt nördlich bald aus, er ist morphologisch wenig auffällig. An der zweiten Kleinstörung unmittelbar vor dem Elsenztalrand liegt wie sonst wieder die Ostscholle höher.

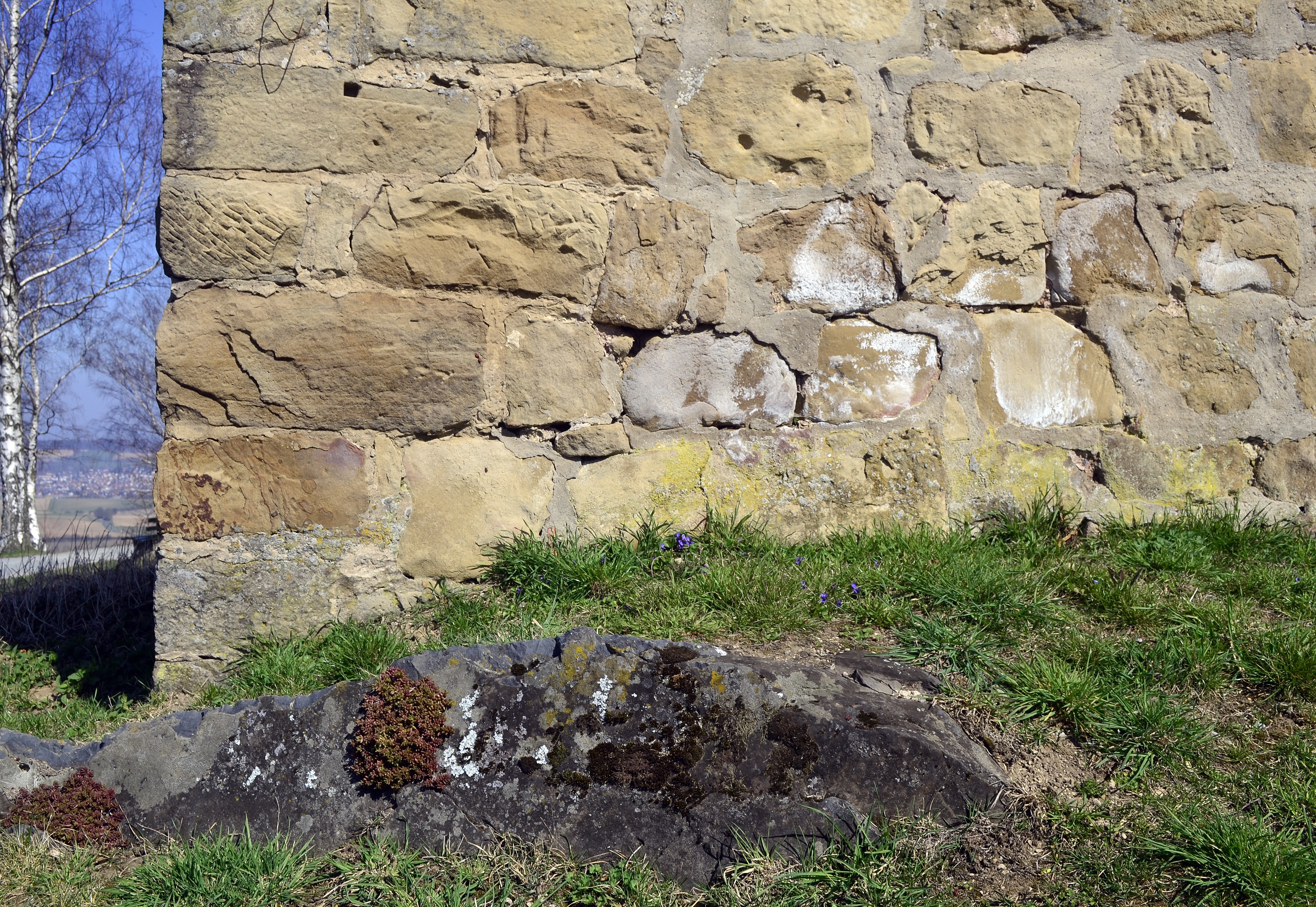
Basaltartiger Basanit unter der Burgmauer

### Geotope am Steinsberg
- Die Nephelinbasanit-Schlotfüllung steht rechts vor dem Tor an, ebenso am Rundturm innerhalb der Burg. Lesesteine sind im Wald auf der kleinen Hochebene zu finden. Die den Schlot umgebende Brekzie ist heute nicht zu sehen, war aber bei einer Baumaßnahme aufgeschlossen.[6]
- Im Weiler Sandsteinbruch nahe dem Sportplatz etwa 500 m westlich der Burg unter 290 m ü. NN ist der Schilfsandstein aufgeschlossen, der die kleine Ebene um den kleinen Bergkegel des Steinsbergs herum bildet.[7]
- Weniger als einen Kilometer östlich der Burg liegt in der Bockenhälde, just jenseits der östlich des Bergs ziehenden Störung, ein aufgelassener Steinbruch im Oberen Muschelkalk auf etwa 250 m ü. NN [8]

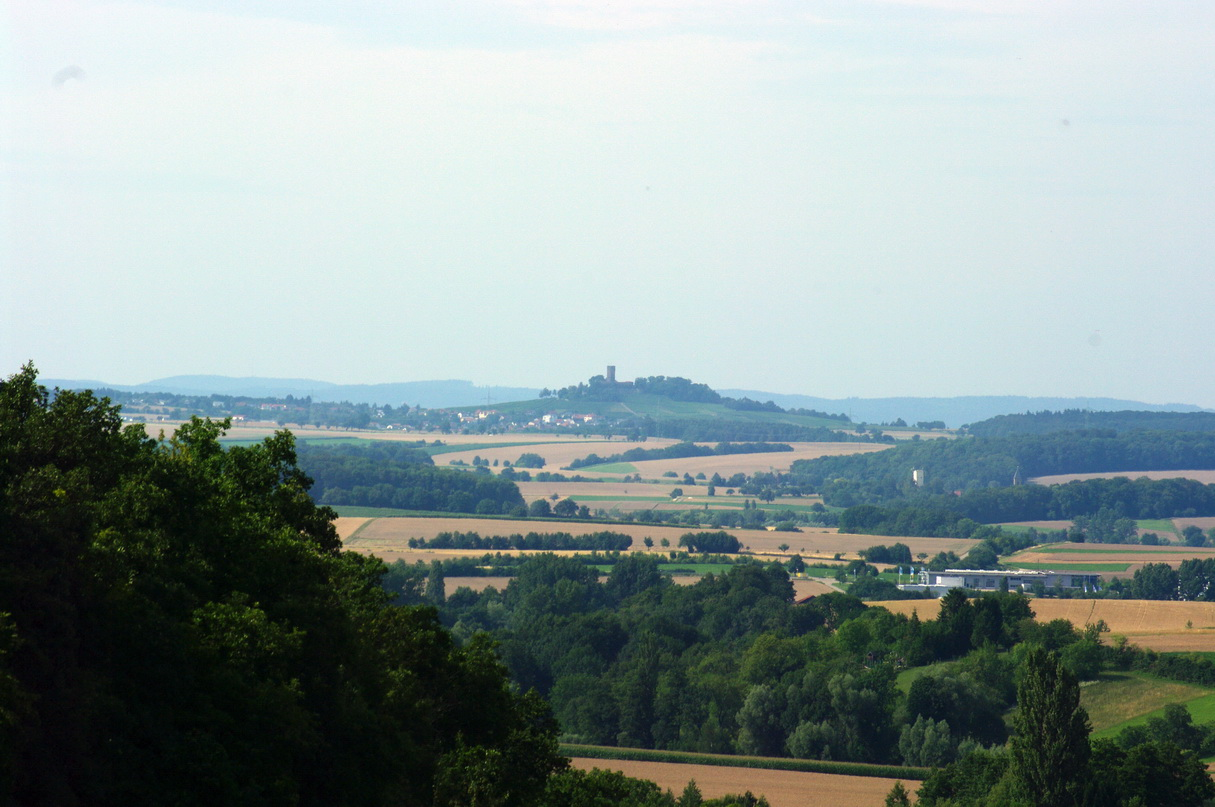
Typischer Fernblick im Kraichgau auf den Steinsberg
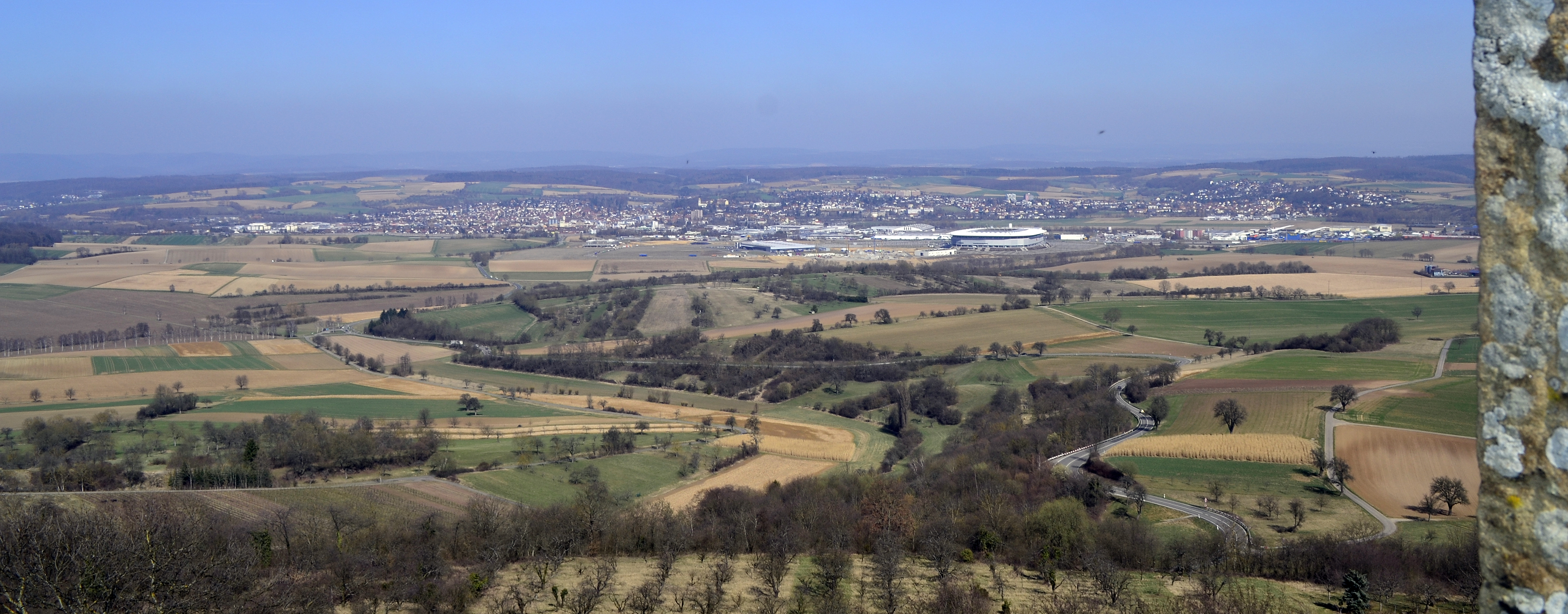
Blick vom Steinsberg nach Norden auf Sinsheim
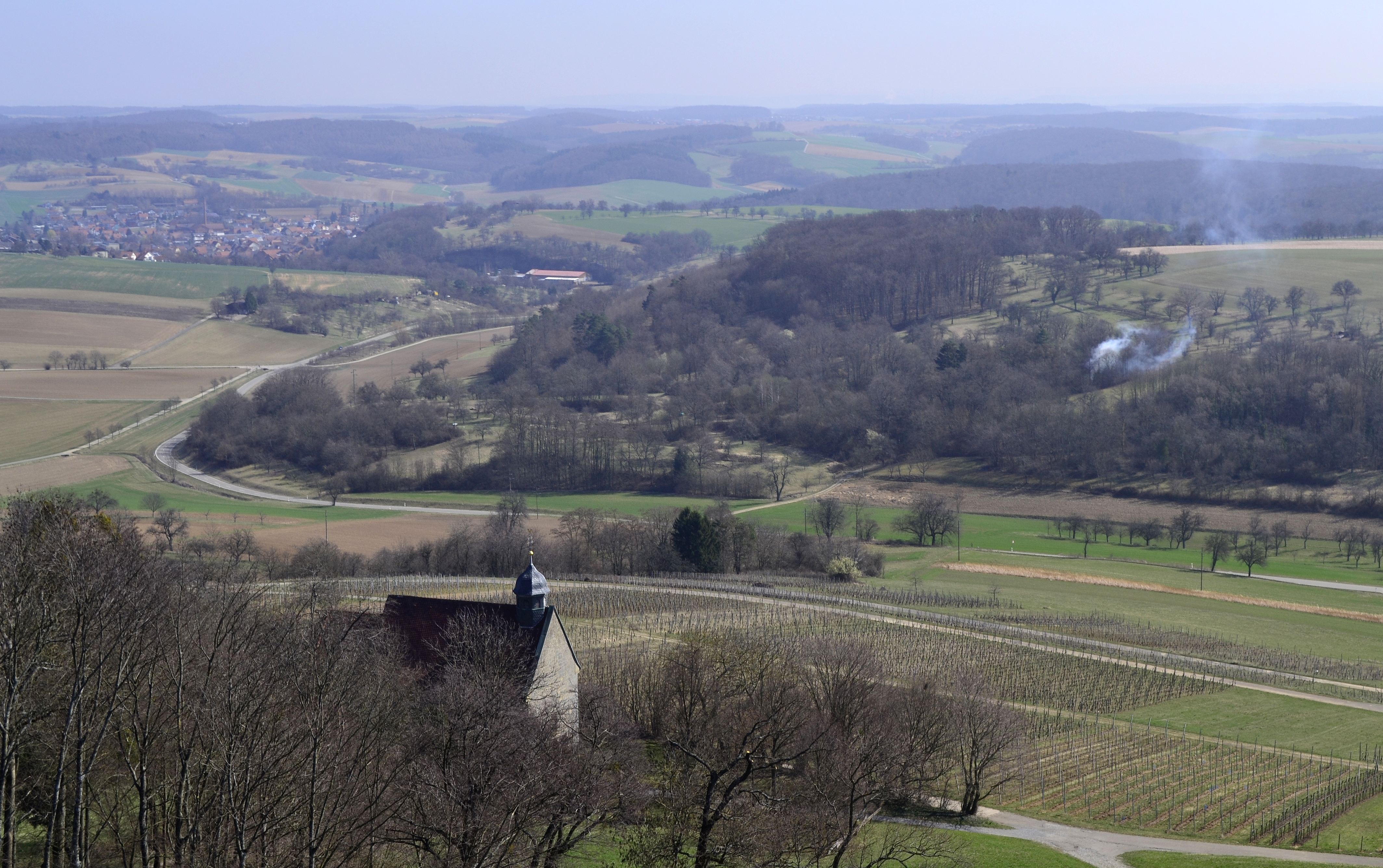
Blick vom Steinsberg nach Osten auf Reihen im Elsenztal
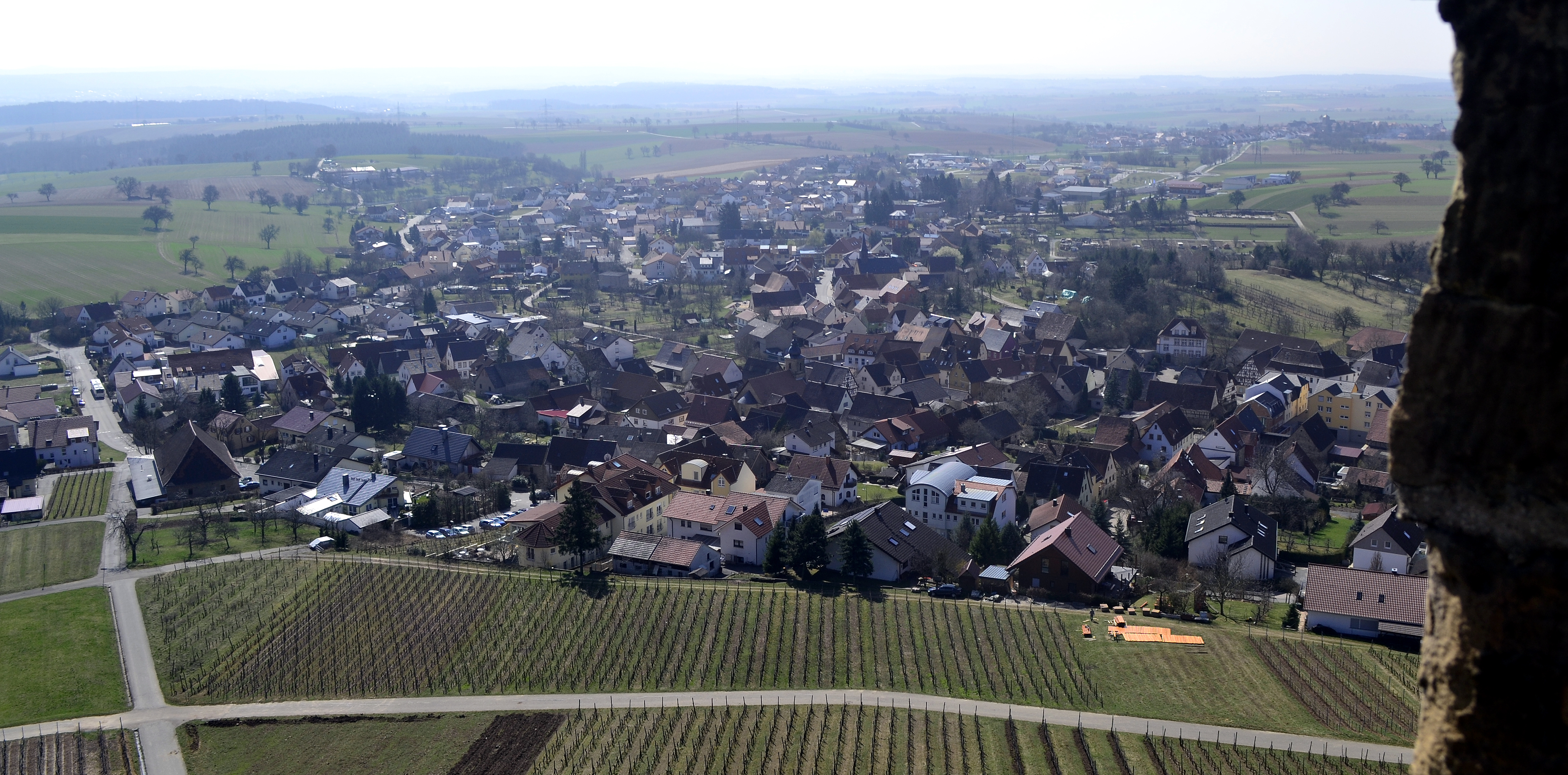
Blick vom Steinsberg nach Süden auf Weiler